# 하종화
하종화(河宗和, 1969년 8월 28일 - )는 대한민국의 전 배구 선수이자, 진주동명고등학교 배구부 감독이다.

## 생애
현대자동차서비스 배구 팀의 대표적인 스타였다. 1987년 윤종일과 함께 진주동명고등학교를 졸업하고 한양대학교에 입학하여 한양대학교의 황금기를 이끌었고, 졸업반이었던 1991년에는 장재원, 문양훈, 1년 후배 강성형과 함께 실업 팀 금성을 물리치고 당시에는 최초의 대학 팀의 대통령배 대회 우승에 크게 기여하였다. 이 해 하종화의 활약으로 그를 비롯한 한양대학교 동기생들을 놓고 현대자동차서비스와 금성이 스카우트 경쟁을 벌이기도 했다. 그러나 금성 배구단이 이들의 영입을 포기하면서 동기생인 윤종일, 장재원, 문양훈과 함께 현대자동차서비스에 입단하게 되었다.
현대자동차서비스 입단 후 마낙길과 함께 간판 공격수로 활약했으며, 실업 팀에서의 첫 우승을 1994년에 경험하였다. 1995년 시즌 후 하종화는 상무에 입대하려고 했으나, 입대 시기를 두고 상무와 현대 구단 간에 마찰이 있었다. 결국 상무 입대를 거부하고 경기도 양주시에서 방위병으로 복무하기도 했으나 이듬해 상무로 옮겨 복무를 마쳤다. 하지만 상무에서 제대한 후 재활하는 등 예전 기량을 회복하지 못해 후인정, 백승헌, 이인구에게 밀려 2000년에 은퇴하였다.
은퇴 후 현대캐피탈의 코치로 활동하다가, 강만수의 후임으로 송만덕이 감독으로 부임하자 코치직에서 사임했다. 교원 자격증을 취득했던 그는 2003년에 모교인 진주동명고등학교의 체육교사로 부임함과 동시에, 배구부 감독에 취임했다. 진주동명고등학교에서 그는 전광인 등의 선수들을 양성하였다.
2011년에 현대캐피탈이 NH농협 2010~2011 V-리그 플레이오프에서 삼성화재에 패한 뒤 김호철 감독이 일선에서 물러나자, 친정 팀의 후임 감독으로 부임하였다. 그러나 2년 연속 결승 진출에 실패했고, 성적 부진으로 2013년 4월 4일에 현대캐피탈의 감독직에서 물러났다.
현대캐피탈의 감독직에서 물러난 그는 진주로 돌아와 2014년 3월에 모교의 감독 및 체육 교사로 복귀했으며, 전국대회 우승을 이끌었다. 2017년까지 진주동명고 배구부 감독을 맡았고, 2018년에는 한국배구연맹의 경기 위원으로 선임되어 성인무대 현장에 복귀했다.

## 입시비리 사건
진주동명고등학교 배구부 감독으로 재임하던 중 2008년 4월에 입시와 관련하여 커미션을 받은 사실이 드러나 배임 수재 혐의로 기소되었다. 2012년 8월 9일 서울중앙지방법원으로부터 벌금 1,500만 원에 추징금 4,000만 원을 선고받았다. 재판부는 청탁의 대가로 받은 돈이 전적으로 하 감독 등에게 귀속되지 않았다고 판단했으며, 선수와 감독으로서 대한민국 배구계에 공헌해 왔던 점 등을 고려해 벌금형을 선고했다고 밝혔다.

## 가족
슬하에 자녀 4명이 있다. 장녀 하혜민(하정민으로 개명)은 진주 선명여자고등학교 배구부 선수로 활동했으며, 프로 및 실업 무대로 가지 않는 대신 2014년도 서울대학교 사범대학 체육교육학과 수시모집에서 2013년 11월 6일에 최종 합격하여 화제가 됐다. 여고 배구부에서 뛰고 있는 선수들 중에서는 처음이라고 하며, 서울대학교를 졸업하고 임용시험을 통과하여 체육교사로 재직 중이다. 차녀인 하혜진은 2014-2015 드래프트에서 성남 한국도로공사 하이패스 제니스의 지명을 받았다. 셋째인 하혜성은 2022년 KBO 리그 신인드래프트에서 2차 5라운드로 롯데 자이언츠의 지명을 받았다.

## 수상 경력

### 선수
- 1988년 제5회 대통령배 전국 남녀배구대회 신인상
- 1991년 제8회 대통령배 전국 남녀배구대회 MVP
- 1992년 제9회 대통령배 전국 남녀배구대회 인기상
- 1992년 배구 올스타전 남자 최우수선수

### 감독
- 2005년 제32회 협회장기 중고배구대회 우수지도자상